# KAIT

KAIT-TV y su afilicación. 2018.

KAIT-TV es la estación de televisión afiliada a la ABC y que se ubica en Jonesboro, Arkansas. Transmite para el nordeste de Arkansas y el sudeste de Misuri, ofreciendo una mezcla de noticieros y transmisiones locales. La estación salió al aire el 15 de julio de 1963 como una televisora independiente, y está afiliada a la ABC desde 1965. Su transmisor se ubica en Egypt, Arkansas. KAIT es propiedad de Raycom Media, quien también opera sus transmisiones.
Por varios años, KAIT también operó una estación trasladora de bajo poder K11JW operando en Canal 11 en las cercanías de Blytheville, Arkansas.
KAIT usa su señal digital para transmitir un canal de pronósticos del tiempo (8-2) y usa una de sus señales digitales como una afiliada a The Tube Music Network (8-3).

## Equipo periodístico
- Diana Davis - Lectora de noticias
- Craig Rickert - Lector de noticias
- Bob Snell - Lector de noticias
- Ryan Vaughan - Lector del tiempo
- Sara Tipton - Lectora del tiempo
- Chris Castleman - Lector del tiempo
- Lauren Payne - Lectora de noticias
- Heather Flanigan - Lectora de noticias
- Yalanda Young - Lectora de noticias/Reportera
- Brandi Hodges - Reportera
- Will Carter - Reportero
- Glen Marini - Deportes
- Wendy Rolley